# حادث المنطاد الصيني 2023
في 28 يناير 2023، دخل منطاد على ارتفاعات عالية مصدره الصين إلى المجال الجوي لأمريكا الشمالية، مما تسبب في توترات دبلوماسية. وزعم الجيشان الأمريكي والكندي أن المنطاد كان جهاز مراقبة، بينما زعمت الحكومة الصينية أنه منطاد أبحاث مدني للأرصاد الجوية خرج عن مساره بفعل الرياح. مر البالون فوق ألاسكا، وغرب كندا، والولايات الأمريكية المتجاورة عبر مونتانا وميزوري قبل أن تُسقطه القوات الجوية الأمريكية في المياه قبالة ساحل كارولينا الجنوبية في 4 فبراير، بأمر من الرئيس جو بايدن.
أدى الحادث إلى توتر في العلاقات بين الولايات المتحدة والصين، مما دفع وزير الخارجية الأمريكي أنتوني بلينكين إلى تأجيل زيارة دبلوماسية كانت مُعدَّة لبكين. كما أدت إلى توتر العلاقات الكندية الصينية، بسبب التوغل في المجال الجوي الكندي، حيث استدعت كندا السفير الصيني. وفي 3 فبراير، قالت وزارة الدفاع الأمريكية إن منطادًا صينيًا ثانيًا كان يمر فوق أمريكا اللاتينية.

## خلفية

### تاريخ بالونات المراقبة
يعود استخدام تقنية بالونات المراقبة عسكريًا إلى القرنين التاسع عشر والعشرين، عندما استخدمتها جيوش مختلفة، بما في ذلك الولايات المتحدة والاتحاد السوفيتي خلال الحرب الباردة. على الرغم من كونها عفا عليها الزمن في الغالب من خلال ظهور أقمار صناعية وطائرات بدون طيار قادرة على المناورة والتخفي، احتفظت البالونات ببعض المزايا، مثل انخفاض تكلفة الإنتاج. بدأت وزارة الدفاع الأمريكية الاستثمار في الاستخدام العسكري للبالونات في عام 2019 في إطار برنامج COLD STAR (COvert Long Dwell STratospheric ARchitecture).

### التكنولوجيا الصينية
كان لدى الصين أسطول من أقمار الاستخبارات والمراقبة والاستحواذ والاستطلاع (ISTAR) بلغ عددها حتى عام 2021 أكثر من 260 نظامًا، وتأتي في المرتبة الثانية بعد الولايات المتحدة. خلال هذه الحادثة، صرح مسؤول دفاعي أمريكي أن بالون المراقبة له "قيمة مضافة محدودة من منظور جمع المعلومات الاستخباراتية"، بينما قال محللون أمنيون إن مثل هذه البالونات لا تزال تحتفظ ببعض المزايا التشغيلية على أقمار ISTAR الاصطناعية. قال وزير الدفاع الأمريكي لويد أوستن إن الجيش الأمريكي كان قادرًا على جمع معلومات استخباراتية قيمة عن المنطاد أثناء عبوره لأمريكا الشمالية.

### المشاهدات السابقة
وفقًا لمسؤولي دفاع الولايات المتحدة، كانت هناك عدة حالات لدخول بالونات صينية، يُشتبه في قيامها بنشاط مراقبة، إلى المجال الجوي للولايات المتحدة في السنوات الأخيرة في فلوريدا وغوام وهاواي ؛ في مثل هذه الحالات كانت الصين قادرة على استعادة البالونات، ولم تستمر أي من منها لفترة مثلما حدث في هذه الحادثة، التي حلقت فوق طول ساحل قارة أمريكا الشمالية. من بين هذه الحوادث الأخيرة، وقعت واحدة في وقت سابق خلال رئاسة بايدن ووقعت ثلاثة خلال رئاسة ترامب، وفقًا لمسؤول دفاعي أمريكي كبير غير محدد ؛ نفى ترامب والمسؤولون السابقون في إدارته وقوع مثل هذه الحوادث خلال فترة رئاسته.
في عام 2020، شوهد بالون مماثل في سنداي باليابان، ولكن لم يُحدد في ذلك الوقت على أنه صيني. في فبراير 2022، رُصدت العديد من البالونات قبالة سواحل تايوان، والتي أشارت وزارة الدفاع التايوانية إلى أنها من المحتمل أن تكون لمراقبة الأرصاد الجوية لقيادة المسرح الشرقي لجيش التحرير الشعبي ولا تشكل تهديدًا أمنيًا فوريًا.

## الحادثة

مقارنة بالحجم المقدر للبالون

حمل البالون حمولة أدناه وصفت بأنها "حجرة تكنولوجية" تقدر بحجم "حافلتين أو ثلاث حافلات مدرسية"، وتعمل بألواح شمسية مثبتة عليها.  بينما غلاف البالون نفسه "أكبر بكثير"، وفق ما نقلته شبكة سي بي إس نيوز عن مسؤول أمريكي. وصف نفس المسؤول المركبة بأنها تتميز بدفة لتوجيه محدود. وكان قبل سنوات في اليابان، قد أُبلغ عن منطاد يحمل حاوية من النوع المتقاطع، بالإضافة إلى مروحتين مثبتتين على جانب الهيكل، ربما لمزيد من إمكانية التحكم.

### اكتشافه
في 2 فبراير 2023، أعلنت وزارة الدفاع الأمريكية ووزارة الدفاع الوطني الكندية أن قيادة الدفاع الجوي لأمريكا الشمالية (نوراد NORAD) كانت تتعقب منطادًا للمراقبة على ارتفاعات عالية يُعتقد أنه ينتمي إلى الصين. ثم كان المنطاد يطير على ارتفاع 60,000 قدم (18,000 m) فوق شمال الولايات المتحدة، وقالت وزارة الدفاع إن المنطاد لا يشكل خطرا على الطيران المدني أو الناس على الأرض. وفقًا لخبراء الأمن القومي والفضاء الذين استشهدت بهم صحيفة واشنطن بوست، فإن البالون له نفس خصائص بالونات أخرى على ارتفاعات عالية تستخدمها الدول الأخرى للأرصاد الجوية والاتصالات والبحوث.

المسار المحتمل للبالون

وفقًا للولايات المتحدة، دخل المنطاد مجالها الجوي فوق جزر ألوتيان في 28 يناير، ودخل المجال الجوي الكندي فوق الأقاليم الشمالية الغربية في 30 يناير. ثم عبر البالون إلى الولايات المتحدة في شمال ولاية أيداهو في 31 يناير ومونتانا في 1 فبراير، حيث رُصد فوق بيلينغز. وتُعد مونتانا هي موقع للعديد من منشآت الصواريخ النووية، بما في ذلك قاعدة مالمستروم الجوية، وهي واحدة من ثلاث قواعد للقوات الجوية الأمريكية يجري تشغيل الصواريخ الباليستية العابرة للقارات منها، مما يثير الشكوك حول إطلاق المنطاد لمراقبة المنشآت النووية المذكورة. قام باحث في مجال الأرصاد الجوية بحساب مسار محتمل للمنطاد باستخدام نموذج HYSPLIT للغلاف الجوي، بما يتوافق مع البيانات الخاصة بريح الغربيات السائدة من الصين إلى مونتانا. رُصد البالون فوق شمال غرب ولاية ميسوري، بالقرب من مدينة كانساس في 3 فبراير. تتكون الترسانة النووية الأمريكية العابرة للقارات الأرضية من حوالي 400 صاروخ من طراز ال جي إم 30 مينتمان LGM-30 Minuteman III منتشرة في صوامع الصواريخ حول Malmstrom AFB، ومونتانا ؛ ومينوت AFB، وداكوتا الشمالية ؛ وفرانسيس إي وارن AFB، وايومنغ.
في 3 فبراير، صرحت وزارة الدفاع الأمريكية أن بالون مراقبة صيني ثانٍ كان يحلق فوق أمريكا اللاتينية. أُبلغ عن مشاهدات غير مؤكدة للمنطاد من فنزويلا وكوستاريكا، بينما قال سلاح الجو الكولومبي إنه في صباح يوم 3 فبراير اكتشف جسمًا "يشبه بالونًا" على ارتفاع 55,000 قدم (17,000 م) ويطير بسرعة 25 عقدة (46 kilometers per hour؛ 29 ميل في الساعة) وأنه استمر في تعقبه حتى غادر المجال الجوي الكولومبي.

### إسقاطه واستعادة الحطام
في 4 فبراير، انجرف البالون إلى كارولينا. أغلقت إدارة الطيران الفيدرالية المجال الجوي فوق المنطقة في واحدة من أكبر قيود الطيران المؤقتة في تاريخ الولايات المتحدة، وتُعد أكثر من خمسة أضعاف المجال الجوي المقيد المحيط بالعاصمة واشنطن، وحوالي ضعف حجم ماساتشوستس. وتوقف العمل في المطارات على طول الساحل، في مطار ميرتل بيتش الدولي ومطار تشارلستون الدولي ومطار ويلمنجتون الدولي. أفادت التقارير أن الطائرات العسكرية كانت تُحلق فوق ولايتي كارولينا. صرح المسؤولون الأمريكيون في وقت لاحق أن هذا كان استعدادًا لإسقاط المنطاد في نهاية المطاف داخل المياه الإقليمية الأمريكية فوق المحيط الأطلسي.
وفقًا للجيش الأمريكي، جرى إسقاط البالون بنجاح بواسطة صاروخ AIM-9X جو-جو، أُطلق من طائرة F-22 Raptor قبالة ساحل سورفسيد بيتش، كارولينا الجنوبية، في الساعة 2:39 مساءً بالتوقيت المحلي. كانت عملية إطلاق النار هي أول عملية إطلاق تسجلها طائرة من طراز F-22، وكان من المتوقع أن تكون أعلى عملية إطلاق جو-جو في التاريخ. 

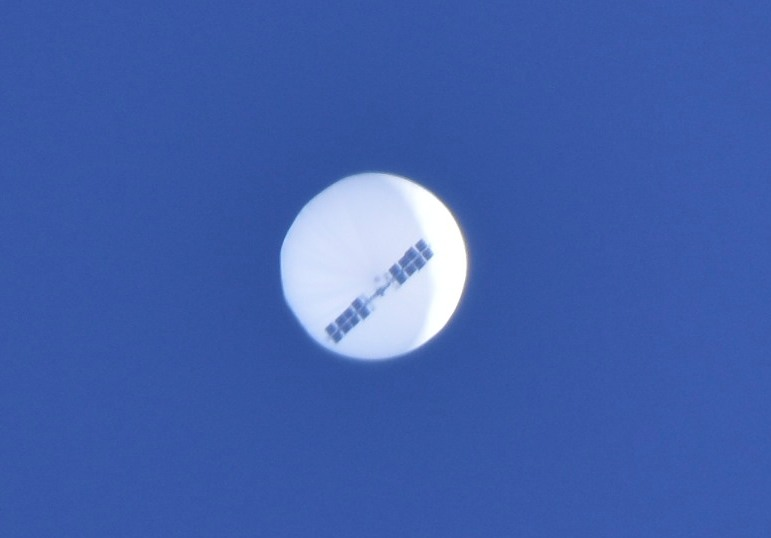
المنطاد فوق ميرتل بيتش ، كارولينا الجنوبية، قبل وقت قصير من إسقاطه
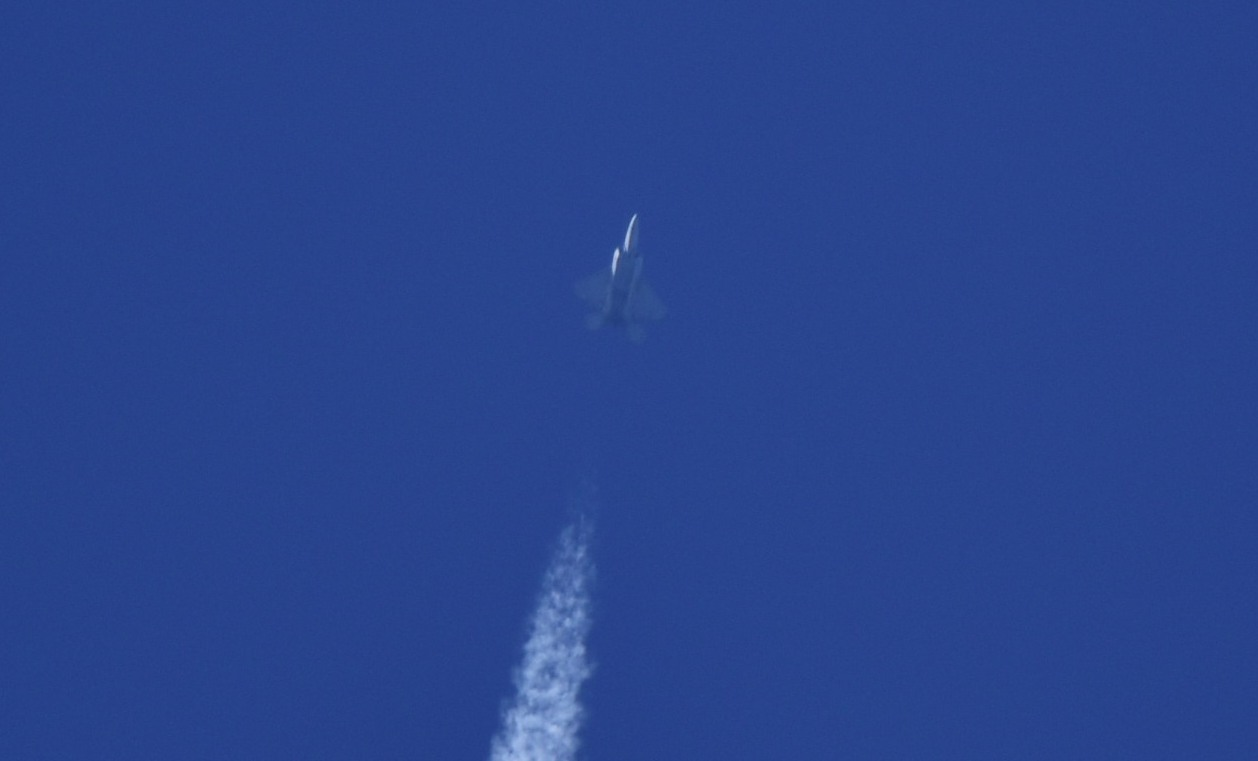
طائرة لوكهيد مارتن إف-22 رابتور المقاتلة تتبع البالون في 4 فبراير 2023
- فيديو إسقاطه بواسطة طائرة لوكهيد مارتن إف-22 رابتور

تناثر الحطام من البالون على مساحة سبعة ميل مربع (18 كيلومتر مربع) في منطقة يبلغ عمق المحيط فيها قرابة 47 قدم (14 م)، وبدأت جهود جمع الحطام لمزيد من التفتيش. وقال الجنرال جلين فانهيرك، قائد قيادة الدفاع الجوي الفضائي في أمريكا الشمالية والقيادة الشمالية الأمريكية، إن البحرية الأمريكية تقوم بعمليات استعادة الحطام بينما كان خفر السواحل يؤمن المنطقة التي سقط فيها الحطام.

## الاستجابة وردود الفعل

### الولايات المتحدة
درس مسؤولو الدفاع الأمريكيون مسألة إصابة البالون لكنهم قرروا في البداية عدم إسقاطه بسبب خطر إصابة المدنيين بالحطام على الأرض. وقد عُقد اجتماع بين وزير الدفاع أوستن، ورئيس هيئة الأركان المشتركة الجنرال مارك ميلي، وقائد الشمال / نوراد الجنرال جلين دي فانهيرك، وقادة عسكريين آخرين. ونصح المسؤولون بايدن بعدم إسقاطه لأن الحطام يمكن أن يصيب الناس على الأرض. جرى مراقبة البالون بواسطة طائرة مأهولة أرسلتها NORAD، بما في ذلك طائرة الإنذار المبكر Boeing E-3 Sentry (المعروفة باسم أواكس)، وطائرة استطلاع RC-135 من قاعدة نيليس الجوية، وطائرة F-22 رابتور من قاعدة لانغلي الجوية. أجل وزير الخارجية بلينكين رحلته الدبلوماسية المقررة إلى الصين ردا على ذلك.
رداً على الأسئلة المتعلقة بالوضع، في 4 فبراير، صرح بايدن أن الولايات المتحدة "ستهتم بالأمر". في وقت لاحق من ذلك اليوم، كشف المسؤولون الأمريكيون أنه قبل ثلاثة أيام كان الرئيس قد أعطى الإذن بإسقاط البالون. في الساعة 2:39 مساءً بالتوقيت المحلي، أُسقط المنطاد بواسطة طائرتين مقاتلتين من طراز F-22 باستخدام صاروخ واحد من طراز AIM-9X Sidewinder، وأعلنت الولايات المتحدة أنها ستستعيد وتحلل البقايا التي تناثرت في المحيط الأطلسي. قامت قطع بحرية تشمل مدمرة الصواريخ الموجهة USS Oscar Austin (DDG-79)، وطراد الصواريخ الموجهة USS Philippine Sea (CG-58)، والسفينة الحربية البرمائية USS Carter Hall (LSD-50) بالعمل على استعادة الحطام، حيث جرى تكليف USS Carter Hall (LSD-50) باستعادة حطام البالون إلى جانب المساعدة من القطع البحرية الأخرى وطائرات هليكوبتر تابعة لخفر السواحل الأمريكية وغواصين البحرية الأمريكية وعملاء مكافحة التجسس التابع لمكتب التحقيقات الفيدرالي.
انتقد الجمهوريون، بمن فيهم الرئيس السابق دونالد ترامب، تأجيل إسقاط البالون. ومع ذلك، دحض مسؤولو البنتاجون ذلك بالقول إنه لم تكن هناك فرصة سابقة للقيام بذلك على الماء. وردد الزعيم الديمقراطي في مجلس الشيوخ، تشاك شومر، ما قاله البنتاجون، قائلاً إن "إسقاط البالون فوق الماء لم يكن الخيار الأكثر أمانًا فحسب، بل هو الخيار الذي زاد من فرصة استخباراتنا إلى أقصى حد". ذكرت ناتاشا برتراند من CNN أن مسؤولًا دفاعيًا كبيرًا قال إن "التحليق فوق الأراضي الأمريكية كان ذا قيمة استخبارية بالنسبة لنا... تمكنا من دراسة البالون ومعداته وفحصها، والتي كانت ذات قيمة". أفاد مذيع CNN ومراسل الأمن القومي جيم سيوتو أن المسؤولين الأمريكيين قالوا إنهم منعوا البالون من جمع المعلومات الاستخباراتية وتمكنوا من جمع معلومات استخبارية عن معدات البالون.
في وسائل الإعلام، سخر برنامج ساترداي نايت لايف من الحادثة، حيث لعب الممثل بوين يانغ على البالون.

### كندا
استدعى المسؤولون الكنديون والشؤون العالمية الكندية السفير الصيني لدى كندا، كونغ بيوو، إلى أوتاوا وأعلنت وزارة الدفاع الوطني أنها تراقب الوضع إلى جانب الولايات المتحدة من خلال NORAD. وقال بيان صادر عن القوات المسلحة الكندية إنه لا يوجد تهديد للكنديين، وأن وزيرة الخارجية ميلاني جولي ستبقى على اتصال بوزير الخارجية المريكي بلينكين.

### الصين
قالت المتحدثة باسم وزارة الخارجية الصينية ماو نينغ : "إنه منطاد مدني يستخدم للبحث، ولا سيما لأغراض الأرصاد الجوية. وأنه انحرف متأثرًا بالريح بسبب محدودية قدرته على التوجيه الذاتي، فانحرف المنطاد بعيدًا عن مساره المخطط له. " وأعربت عن أسفها للحادث باعتباره غير مقصود، مشيرةً إلى أن ذلك يندرج تحت القوة القاهرة.
وقالت صحيفة تشاينا ديلي التي تسيطر عليها الدولة بانتقادٍ ساخر: "أنه للتجسس على الولايات المتحدة بمنطاد، يجب أن يتخلف المرء عن الركب لاستخدام تكنولوجيا الأربعينيات وأن يكون متقدمًا بما يكفي للتحكم في تحليقها عبر المحيط. أولئك الذين يختلقون الكذبة هم فقط يكشفون عن جهلهم ".
بعد إسقاط المنطاد، صرحت الحكومة الصينية بأنها ستحمي المصالح المشروعة للشركات ذات الصلة واحتفظت بالحق في اتخاذ المزيد من الإجراءات، بينما انتقدت الولايات المتحدة "لردها المبالغ فيه الواضح وانتهاكها الخطير للممارسات الدولية".

### فنزويلا
رددت إدارة الرئيس نيكولاس مادورو التعليقات الصينية، زاعمة أن الولايات المتحدة أسقطت جسم طائر مدنية غير تدخلي.